# Dekanat strzeleński
Dekanat strzeleński – jeden z 30 dekanatów archidiecezji gnieźnieńskiej. Stolicą dekanatu jest Strzelno. Od 8 października 2023 roku dziekanem dekanatu jest ks. Jan Kwiatkowski. 

## Parafie
- Parafia św. Marii Magdaleny – Kwieciszewo
- Parafia Najświętszego Serca Pana Jezusa – Ostrowo
- Parafia św. Rocha – Rzadkwin
- Parafia św. Michała Archanioła – Siedlimowo
- Parafia św. Wojciecha – Stodoły
- Parafia Narodzenia Najświętszej Maryi Panny – Strzelce
- Parafia pw. Świętej Trójcy – Strzelno
- Parafia św. Barbary i Najświętszej Maryi Panny Matki Kościoła – Sukowy-Rechta
- Parafia św. Jana Chrzciciela – Wójcin
- Parafia św. Ignacego Loyoli – Wronowy